# Blackwater (Hampshire)
Blackwater – wieś w Anglii, w hrabstwie Hampshire, w dystrykcie Hart. Leży 52 km na północny wschód od miasta Winchester i 49 km na południowy zachód od Londynu.